# Unterstinkenbrunn
Unterstinkenbrunn est une commune autrichienne du district de Mistelbach en Basse-Autriche.

## Géographie
La commune possède une tradition vinicole, avec le quartier des caves dit Kellerdorf Loamgrui".

## Sources
1. ↑  « Einwohnerzahl 1.1.2018 nach Gemeinden mit Status, Gebietsstand 1.1.2018 », Statistik Austria (en) (consulté le 9 mars 2019)
2. ↑  Site web de la commune.